# 1812 год
1812 (ты́сяча восемьсо́т двена́дцатый) год  по григорианскому календарю — високосный год, начинающийся в среду. Это 1812 год нашей эры, 2‑й год 2‑го десятилетия XIX века 2‑го тысячелетия, 3‑й год 1810‑х годов. Он закончился 213 лет назад.
| Пн | Вт | Ср | Чт | Пт | Сб | Вс |
|    |    | 1  | 2  | 3  | 4  | 5  |
| 6  | 7  | 8  | 9  | 10 | 11 | 12 |
| 13 | 14 | 15 | 16 | 17 | 18 | 19 |
| 20 | 21 | 22 | 23 | 24 | 25 | 26 |
| 27 | 28 | 29 | 30 | 31 |    |    |

| Пн | Вт | Ср | Чт | Пт | Сб | Вс |
|    |    |    |    |    | 1  | 2  |
| 3  | 4  | 5  | 6  | 7  | 8  | 9  |
| 10 | 11 | 12 | 13 | 14 | 15 | 16 |
| 17 | 18 | 19 | 20 | 21 | 22 | 23 |
| 24 | 25 | 26 | 27 | 28 | 29 |    |

| Пн | Вт | Ср | Чт | Пт | Сб | Вс |
|    |    |    |    |    |    | 1  |
| 2  | 3  | 4  | 5  | 6  | 7  | 8  |
| 9  | 10 | 11 | 12 | 13 | 14 | 15 |
| 16 | 17 | 18 | 19 | 20 | 21 | 22 |
| 23 | 24 | 25 | 26 | 27 | 28 | 29 |
| 30 | 31 |    |    |    |    |    |

| Пн | Вт | Ср | Чт | Пт | Сб | Вс |
|    |    | 1  | 2  | 3  | 4  | 5  |
| 6  | 7  | 8  | 9  | 10 | 11 | 12 |
| 13 | 14 | 15 | 16 | 17 | 18 | 19 |
| 20 | 21 | 22 | 23 | 24 | 25 | 26 |
| 27 | 28 | 29 | 30 |    |    |    |

| Пн | Вт | Ср | Чт | Пт | Сб | Вс |
|    |    |    |    | 1  | 2  | 3  |
| 4  | 5  | 6  | 7  | 8  | 9  | 10 |
| 11 | 12 | 13 | 14 | 15 | 16 | 17 |
| 18 | 19 | 20 | 21 | 22 | 23 | 24 |
| 25 | 26 | 27 | 28 | 29 | 30 | 31 |

| Пн | Вт | Ср | Чт | Пт | Сб | Вс |
| 1  | 2  | 3  | 4  | 5  | 6  | 7  |
| 8  | 9  | 10 | 11 | 12 | 13 | 14 |
| 15 | 16 | 17 | 18 | 19 | 20 | 21 |
| 22 | 23 | 24 | 25 | 26 | 27 | 28 |
| 29 | 30 |    |    |    |    |    |

| Пн | Вт | Ср | Чт | Пт | Сб | Вс |
|    |    | 1  | 2  | 3  | 4  | 5  |
| 6  | 7  | 8  | 9  | 10 | 11 | 12 |
| 13 | 14 | 15 | 16 | 17 | 18 | 19 |
| 20 | 21 | 22 | 23 | 24 | 25 | 26 |
| 27 | 28 | 29 | 30 | 31 |    |    |

| Пн | Вт | Ср | Чт | Пт | Сб | Вс |
|    |    |    |    |    | 1  | 2  |
| 3  | 4  | 5  | 6  | 7  | 8  | 9  |
| 10 | 11 | 12 | 13 | 14 | 15 | 16 |
| 17 | 18 | 19 | 20 | 21 | 22 | 23 |
| 24 | 25 | 26 | 27 | 28 | 29 | 30 |
| 31 |    |    |    |    |    |    |

| Пн | Вт | Ср | Чт | Пт | Сб | Вс |
|    | 1  | 2  | 3  | 4  | 5  | 6  |
| 7  | 8  | 9  | 10 | 11 | 12 | 13 |
| 14 | 15 | 16 | 17 | 18 | 19 | 20 |
| 21 | 22 | 23 | 24 | 25 | 26 | 27 |
| 28 | 29 | 30 |    |    |    |    |

| Пн | Вт | Ср | Чт | Пт | Сб | Вс |
|    |    |    | 1  | 2  | 3  | 4  |
| 5  | 6  | 7  | 8  | 9  | 10 | 11 |
| 12 | 13 | 14 | 15 | 16 | 17 | 18 |
| 19 | 20 | 21 | 22 | 23 | 24 | 25 |
| 26 | 27 | 28 | 29 | 30 | 31 |    |

| Пн | Вт | Ср | Чт | Пт | Сб | Вс |
|    |    |    |    |    |    | 1  |
| 2  | 3  | 4  | 5  | 6  | 7  | 8  |
| 9  | 10 | 11 | 12 | 13 | 14 | 15 |
| 16 | 17 | 18 | 19 | 20 | 21 | 22 |
| 23 | 24 | 25 | 26 | 27 | 28 | 29 |
| 30 |    |    |    |    |    |    |

| Пн | Вт | Ср | Чт | Пт | Сб | Вс |
|    | 1  | 2  | 3  | 4  | 5  | 6  |
| 7  | 8  | 9  | 10 | 11 | 12 | 13 |
| 14 | 15 | 16 | 17 | 18 | 19 | 20 |
| 21 | 22 | 23 | 24 | 25 | 26 | 27 |
| 28 | 29 | 30 | 31 |    |    |    |

## События
- 19 марта — Кадисские кортесы приняли конституцию Испании (Кадисскую конституцию)[1].
- 26 марта — разрушительное землетрясение в столице восставшей против Испании Венесуэлы — городе Каракас[2][3].
- 27 марта — испанский королевский флот в трёхдневном сражении разгромил повстанческую эскадру Венесуэлы[2].
- 17 апреля — принята республиканская конституция «Государства Кундинамарки», провозглашённого в испанских владениях на территории нынешней Колумбии[4].
- 23 апреля — генерал Франсиско Миранда назначен главнокомандующим вооружёнными силами Венесуэлы с широкими полномочиями[3].
- 26 апреля — генерал Франсиско Миранда назначен диктатором Венесуэлы[2].
- 28 апреля — испанские войска подавили восстание в городе Гранада генерал-капитанства Гватемала[5].
- 30 апреля — образован 18-й штат США — Луизиана[6].
- 3 мая — венесуэльские роялисты вступили в город Валенсия[2].
- 11 мая — Спенсер Персиваль, премьер-министр Великобритании был застрелен в вестибюле Палаты общин, став единственным убитым британским премьер-министром.
- 14 мая — в связи с наступлением испанских королевских войск Франсиско Миранда ввёл военное положение в Венесуэле и дал свободу рабам, если они прослужат 10 лет в республиканской армии[3].
- 14 июня — принята республиканская конституция «Государства Картахена», провозглашённого в испанских владениях на территории нынешней Колумбии. Президентом республики избран Мануэль Родригес Торисес[4].
- 18 июня — началась Англо-американская война[6][7].
- 25 июля — главнокомандующий армией Венесуэлы генерал Франсиско Миранда капитулирует перед испанской армией[3]. Его представитель подписал в Сан-Матео акт о капитуляции[2].
- 30 июля — испанская армия входит в Каракас. В порту Ла-Гуайра венесуэльские офицеры арестовывают пытавшегося эмигрировать Франсиско Миранду, обвинив его в предательстве. На следующий день испанские власти арестовывают всех. Удаётся скрыться Симону Боливару[2][4].
- 2 августа — в Одессе началась эпидемия чумы.
- 24 сентября — Северная армия правительства Буэнос-Айреса разбила испанские войска под Тукуманом, после чего был начат поход на Монтевидео[8].
- 4 октября — открылся конгресс Соединённых провинций Новой Гранады, созданных в испанских владениях а Южной Америке[4].
- 23 октября — генерал Клод Франсуа Мале предпринял в Париже неудачную попытку республиканского переворота[9].

- 27 октября

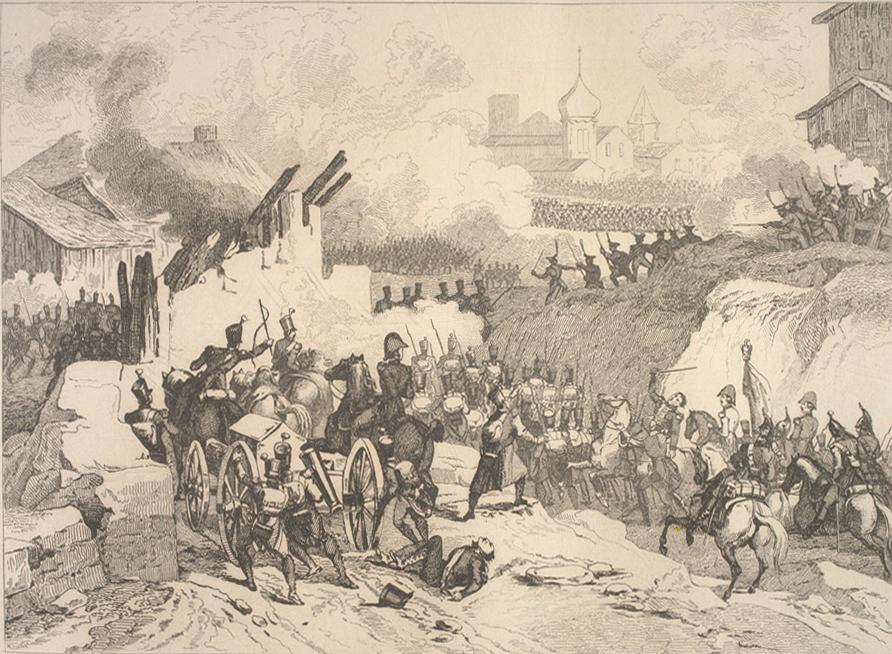
сражение под Малоярославцем

  - В Париже начался процесс по делу о заговоре генерала Мале. Через два дня генерал Мале и ещё 12 заговорщиков были расстреляны[10].
  - Принят «Временный конституционный регламент» Чили[11].
- 28 октября — в Мексике опубликована Кадисская конституция Испании, что привело к новому подъёму борьбы за независимость страны[12]
- 24 ноября — в Мексике повстанческая армия Хосе Морелоса с боем взяла город Оахака[13].
- 3 декабря — в Каракасе опубликована Кадисская конституция Испании[2].
- 30 декабря — подписана Таурогенская конвенция, по которой прусский корпус Йорка соблюдал нейтралитет в военных действиях[14].

## Российская империя
Царствование: 1801—1825 — Александр I Павлович
- 14 марта — французский министр иностранных дел герцог Бассано и австрийский посланник в Париже князь Шварценберг заключили союзный договор[англ.] о совместных военных действиях против России.
- 8 мая — закончилась Русско-турецкая война 1806—1812.
- 24 июня — в Россию вторглись через реку Неман французские войска, возглавляемые Наполеоном Бонапартом. Начало Отечественной войны 1812 года[14].
- 23 июля — бой под Салтановкой.
- 25—27 июля — бой под Островно.
- 27 июля — бой под Кобрином.
- 30 июля — 1 августа — сражение под Клястицами.
- 3 августа — соединение 1-й и 2-й армий под Смоленском.
- 8 августа — главнокомандующим русской армией назначен генерал от инфантерии М. И. Кутузов[15].
- 14 августа — бой под Красным[16].
- 16—17 августа — сражение за Смоленск.
- 17—18 августа — первое сражение под Полоцком.
- 19 августа — бой у Валутиной горы.
- 7 сентября — Бородинская битва[14].
- 14 сентября — Наполеон вошёл в Москву[14].
- 18 октября — Тарутинский бой.
- 14 (26) сентября — Рославль на несколько часов занят отрядом французских войск[17].
- 18—20 октября — второе сражение под Полоцком.
- 19 октября — Наполеон покинул Москву.
- 24 октября — сражение под Малоярославцем[14].
- 13 (25) октября  — бой при Медыни. Победа русских войск в этом бою заставила Наполеона I принять окончательное решение отступать из России по разорённой Старой Смоленской дороге[18].
- 31 октября — бой под Чашниками.
- 1 ноября — русские войска Петра Котляревского завершили разгром иранской армии Аббас-Мирзы в двухдневном сражении при Асландузе[19].
- 3 ноября — сражение под Вязьмой.
- 15—18 ноября — сражение под Красным.
- 26—28 ноября — сражение на Березине[14].
- 16 декабря — остатки армии Наполеона перешли реку Мемель, границу России и Восточной Пруссии. От 400 000 солдат осталось только 18 000.
- Новодевичий монастырь был занят при захвате Москвы, французы пытались его взорвать[20].
- Орлов[21], Котельнич[22] стал местом ссылки французских военнопленных.
- Казань приняла большое количество беженцев, здесь разместился ряд департаментов Сената, другие учреждения, переведённые из Москвы[23].

## Родились
См. также: Категория:Родившиеся в 1812 году
- 5 февраля — Жорж Дантес, французский монархист, офицер-кавалергард, смертельно ранивший А. С. Пушкина на дуэли.
- 7 февраля — Чарльз Диккенс, английский писатель (умер в 1870 году).
- 19 февраля — Зыгмунт Красинский, польский поэт (умер в 1859 году).
- 27 марта — Иван Иванович Панаев — русский писатель, литературный критик, журналист.
- 6 апреля — Александр Иванович Герцен, русский писатель, публицист, философ, революционер (умер в 1870 году).
- 15 апреля — Теодор Руссо (ум. 1867), французский художник-пейзажист, глава барбизонской школы живописи.
- 7 мая — Роберт Браунинг, английский поэт (умер в 1889 году).
- 1 июня — Срезневский, Измаил Иванович, русский филолог-славист и историк.
- 18 июня — Иван Александрович Гончаров, русский писатель.
- 28 июля — Ю́зеф Игна́цы Краше́вский, польский писатель, публицист, историк.
- 13 августа — Зинин, Николай Николаевич, русский химик-органик, академик Петербургской академии наук.
- 8 сентября — Наталья Николаевна Гончарова, супруга А. С. Пушкина (умерла в 1863 году).
- 26 сентября — Вильгельм Адольф Шмидт, немецкий историк.
- 25 октября — Фредерик Луи Годе, швейцарский евангелический богослов (умер в 1900 году).
- 9 ноября — Поль Абади, французский архитектор.
- 23 декабря — Сэмюэл Смайлс, шотландский писатель и реформатор (умер в 1904 году).

## Скончались
См. также: Категория:Умершие в 1812 году
- 24 апреля — Лев Васильевич Тредьяковский — российский государственный деятель, тайный советник Российской империи, исполняющий должность губернатора Рязанской губернии, губернатор Ярославской и Смоленской губерний, масон (родился ок. 1746).
- 11 мая — Спенсер Персиваль, премьер-министр Великобритании (родился в 1762).
- 1 августа — Яков Петрович Кульнев, русский полководец (родился в 1763).
- 7 сентября
  - Огюст Жан-Габриэль де Коленкур, генерал Наполеоновской армии (погиб в Бородинском сражении) (родился в 1777).
  - Александр Алексеевич Тучков, русский генерал-майор (погиб в Бородинском сражении).
  - Александр Иванович Кутайсов, русский генерал-майор, сын Ивана Кутайсова, любимца императора Павла I (погиб в Бородинском сражении).
- 24 сентября — Пётр Иванович Багратион, русский полководец (родился в 1765 году).